# 오히나타촌
오히나타촌(大日向村)은 나가노현 미나미사쿠군에 있던 촌이다. 현재의 사쿠호정에 해당한다.

## 역사
- 1889년 4월 1일 - 정촌제 시행에 의해 사쿠군 오히나타촌이 단독으로 촌을 시행해 성립하였다.
- 1938년 -촌민의 절반가량을 만주(지린성)로 보내고 현지에 분촌을 성립시켜 모범적인 농촌으로 정부로부터 칭송받았다. 이것은, 와다덴의 소설 「오히나타촌」이], 그것을 기초로 한 국책 영화 「오히나타촌」(1940년, 도쿄 발성 영화 제작소)의 모델이 되었다. 후에 1985년에는 다큐멘터리 영화 「오히나타촌의 46년」이 제작되었다.
- 1956년 9월 30일 - 사쿠정에 편입해 소멸하였다.

## 참고문헌
- 角川日本地名大辞典 20 長野県